# Ligue internationale de hockey (2007-2010)
Pour les articles homonymes, voir Ligue internationale de hockey.
La Ligue internationale de hockey (en anglais : International Hockey League) est une ligue de hockey sur glace nord-américaine qui existe sous ce nom depuis 2007. La ligue se nommait par le passé United Hockey League et ce depuis sa création en 1991. Les Komets de Fort Wayne remportent le premier championnat en 2008. À l'issue des séries, l'équipe remporte alors la Coupe Turner, nouvelle incarnation d'une ancienne coupe, la Coupe Coloniale.

## Fusion
Au terme de la saison 2009-10, une fusion est effectuée entre la LIH et la Ligue centrale de hockey, des sept équipes que comprend alors la LIH, seulement quatre poursuivront leurs activités, soit les Prairie Thunder de Bloomington, les Gems de Dayton, les Komets de Fort Wayne et les Mallards de Quad City. Cette nouvelle ligue adopte alors le nom de la Ligue centrale de hockey.

## Composition
Voici la liste des équipes ayant faites partie de la ligue :
| Équipe                         | Année     | Patinoire (aréna)                  | Capacité | Ville       | Affiliation LNH        | Affiliation LAH          | Affiliation AAHL           |
| ------------------------------ | --------- | ---------------------------------- | -------- | ----------- | ---------------------- | ------------------------ | -------------------------- |
| Prairie Thunder de Bloomington | 2006-2010 | U.S. Cellular Coliseum             | 7 000    | Bloomington | Blues de Saint-Louis   | Rivermen de Peoria       |                            |
| Gems de Dayton                 | 2009-2010 | Hara Arena                         | 5 500    | Trotwood    |                        |                          | Shooters de Chi-Town       |
| Generals de Flint              | 1993-2010 | Perani Arena and Event Center      | 4 021    | Flint       | Red Wings de Détroit   | Griffins de Grand Rapids |                            |
| Komets de Fort Wayne           | 1952-2010 | Allen County War Memorial Coliseum | 10 500   | Fort Wayne  |                        |                          | IceMen d'Evansville        |
| Wings de Kalamazoo             | 2007-2009 | Wings Stadium                      |          | Kalamazoo   |                        |                          |                            |
| Lumberjacks de Muskegon        | 1992-2010 | L. C. Walker Arena                 | 5 000    | Muskegon    | Red Wings de Détroit   | Griffins de Grand Rapids | Revolution de Battle Creek |
| IceHawks de Port Huron         | 2007-2010 | McMorran Arena                     | 3 400    | Port Huron  | Red Wings de Détroit   | Griffins de Grand Rapids | Hitmen de Détroit          |
| Mallards de Quad City          | 2009-2010 | i Wireless Center                  | 12 000   | Moline      | Flyers de Philadelphie | Phantoms de l'Adirondack |                            |

## Champions
| Saison    | Champion de la saison régulière | Champion des séries  |
| --------- | ------------------------------- | -------------------- |
| 2007-2008 | Komets de Fort Wayne            | Komets de Fort Wayne |
| 2008-2009 | Komets de Fort Wayne            | Komets de Fort Wayne |
| 2009-2010 | Komets de Fort Wayne            | Komets de Fort Wayne |